# Társadalmi szerep
A társadalmi szerep az emberek által egy társadalmi helyzetben elképzelt, egymással összefüggő viselkedések, jogok, kötelezettségek, meggyőződések és normák összessége, ahogyan azokat az emberek egy adott társadalmi helyzetben megfogalmazzák. Ez egy elvárt vagy szabad vagy folyamatosan változó viselkedés, és lehet egy adott egyéni társadalmi státusz vagy társadalmi pozíció. A társadalom a funkcionalista és interakcionista felfogásban egyaránt létfontosságú. A társadalmi szerepelmélet a következőket tételezi fel a társadalmi viselkedésről:
1. A társadalmi munkamegosztás a heterogén, specializált pozíciók közötti kölcsönhatás formájában valósul meg, amelyeket szerepeknek nevezünk.
2. A társadalmi szerepek magukban foglalták a csoportban ismétlődő megfelelő és megengedett viselkedési és cselekvési formákat, amelyeket a társadalmi normák irányítanak, amelyek általánosan ismertek, és így meghatározzák a megfelelő viselkedés elvárásait ezekben a szerepekben, ami tovább magyarázza egy személy helyzetét a társadalomban.
3. A szerepeket egyének töltik be, akiket szereplőknek nevezünk.
4. Ha az egyének helyeselnek egy társadalmi szerepet (azaz legitimnek és konstruktívnak tartják a szerepet), akkor a szerepnormáknak való megfelelés költségekkel jár, és a szerepnormákat a szerepnormákat megszegők megbüntetése is költségekkel jár.
5. A megváltozott körülmények elavulttá vagy illegitimmé tehetnek egy társadalmi szerepet, és ebben az esetben a társadalmi nyomás valószínűleg szerepváltáshoz vezet.
6. A jutalmak és büntetések várakozása, valamint a társadalompárti viselkedés elégedettsége magyarázza, hogy az ágensek miért felelnek meg a szerepkövetelményeknek.

A szerep fogalmát a társadalomtudományokban, különösen a közgazdaságtanban, a szociológiában és a szervezetelméletben lehet és vizsgálják.

## Meghatározás
Stanley Wasserman és Katherine Faust figyelmeztetett arra, hogy "a társadalomtudósok között jelentős nézeteltérés van  a társadalmi pozíció, a társadalmi státusz és a társadalmi szerep kapcsolódó fogalmainak meghatározását illetően". Megjegyzik, hogy bár sok tudós megkülönbözteti ezeket a fogalmakat, de ezeket a fogalmakat olyan módon is meghatározhatják, amely ütközik egy másik tudós definícióival; például megállapítják, hogy „ [Ralph] Linton a „státusz” kifejezést úgy használja, hogy az megegyezik a mi „pozíció” kifejezésünkkel”.

## Meghatározó tényezők és jellemzők
A szerepek különböző helyzetekben lehetnek elért vagy tulajdonítottak, illetve véletlenszerűek is. Az elért szerep olyan pozíció, amelyet egy személy önként vállal, és amely személyes készségeket, képességeket és erőfeszítéseket tükröz. A tulajdonított szerep olyan pozíció, amelyet az egyének vagy csoportok érdemek nélkül, de bizonyos, az ellenőrzésükön kívül álló tulajdonságok miatt kapnak, és általában kényszerítik a személyt.
A szerepek lehetnek félig állandóak („ orvos ”, „anya”, „gyermek”), de lehetnek átmenetiek is. Közismert példa erre a  Talcott Parsons által az 1940-es évek végén megfogalmazott beteg szerep . Az átmeneti "betegszerepben" a személy mentesül a szokásos szerepei alól, de elvárják, hogy megfeleljen az átmeneti viselkedési normáknak, például kövesse az orvosok utasításait és próbáljon meggyógyulni.
Számos szerephez az egyéneknek bizonyos biológiai vagy szociológiai feltételeknek kell megfelelniük. Például egy fiú általában nem vállalhatja az anya biológiai szerepét. Más szerepekhez képzés vagy tapasztalat szükséges. Sok kultúrában például az orvosoknak képzettnek és oklevelesnek kell lenniük, mielőtt gyakorolhatják az orvosi hivatást.
A szerepek kialakulását számos további tényező befolyásolhatja, beleértve a társadalmi, genetikai, kulturális vagy szituációs hajlamot.
- Társadalmi befolyás: A társadalom struktúrája gyakran formálja az egyént bizonyos szerepekbe az általa választott társadalmi helyzetek alapján. Ha a szülők fiatal korban beíratják gyermekeiket bizonyos programokra, az növeli annak esélyét, hogy a gyermek ezt a szerepet fogja követni.
- Genetikai hajlam: Az emberek olyan szerepeket vállalnak, amelyek természetesek számukra. Az atlétikai képességekkel rendelkezők általában sportolói szerepeket vállalnak. A szellemi zsenialitással rendelkezők gyakran vállalnak az oktatással és a tudással foglalkozó szerepeket. Ez nem jelenti azt, hogy az embereknek csak egy utat kell választaniuk, minden egyén több szerepet is betölthet (pl. Evelyn lehet a kosárlabdacsapat irányítója és az iskolaújság szerkesztője).
- Kulturális befolyás: A különböző kultúrák az életmódjuk alapján különböző értékeket tulajdonítanak bizonyos szerepeknek. Például a focistákat magasabbra értékelik az európai országokban, mint az Egyesült Államokban, ahol a foci kevésbé népszerű.
- Helyzeti befolyás: A szerepek kialakulhatnak vagy megváltozhatnak az alapján a helyzet alapján, amelybe a személy saját befolyásán kívül kerül. Erre példa, hogy a diákok a kudarcot szituációs tényezőkre fogják, mint például "a teszt nem volt igazságos", és ez hatással van a diákszerepükre.[3]

A szerepek gyakran összekapcsolódnak egy szerepkészletben is, amely a szerepkapcsolatoknak az a komplementere, amelyben a személyek egy bizonyos társadalmi státusz betöltése miatt vesznek részt. Például egy középiskolai focista a diák, a sportoló, az osztálytárs stb. szerepeit viseli. Egy másik példa a szerepekre: "a szülői szerepben lévő egyéntől elvárják, hogy gondoskodjon gyermekéről, és megvédje őt a bajtól".

## Szerepelmélet
A szerepelmélet a szerepfejlődés szociológiai tanulmányozása, amely annak magyarázatával foglalkozik, hogy milyen erők hatására alakulnak ki az emberek saját és mások viselkedésével kapcsolatos elvárásai. Bruce Biddle (1986) szociológus szerint a szerepelmélet öt fő modellje a következő:
1. Funkcionális szerepelmélet, amely a szerepek fejlődését egy adott társadalmi pozícióra vonatkozó közös társadalmi normákként vizsgálja. Ezek a társadalmi pozíciók közé tartozhat a vezetés.
2. Szimbolikus interakcionista szerepelmélet, amely a szerepek kialakulását a viselkedésre adott válaszok egyéni értelmezésének eredményeként vizsgálja,
3. Strukturális szerepelmélet, amely a társadalom és nem az egyén szerepekre gyakorolt hatását hangsúlyozza, és matematikai modelleket használ,
4. Szervezeti szerepelmélet, amely a szervezetek szerepfejlődését vizsgálja, és
5. A kognitív szerepelmélet, amelyet Flynn és Lemay úgy foglal össze  mint „az elvárások és viselkedés közötti kapcsolatként” foglal össze[7]

### Szerep a funkcionalista és a konszenzuselméletben
A szerepelmélet funkcionalista megközelítése, amely nagyrészt az antropológiából származik, a „szerepet”  a társadalom által az egyénnel szemben támasztott elvárások összességeként értelmezi. Kimondatlan konszenzus alapján bizonyos viselkedésformákat "megfelelőnek", másokat pedig "nem megfelelőnek" tartanak. Egy megfelelő orvos meglehetősen konzervatívan öltözködik, egy sor személyes kérdést tesz fel az egyén egészségi állapotáról, olyan módon érint meg valakit, ami normális esetben tilos lenne, recepteket ír fel, és nagyobb gondot fordít ügyfelei személyes jólétére, mint ami például egy villanyszerelőtől vagy egy boltostól elvárható.
A "szerep" az, amit az orvos tesz (vagy legalábbis elvárhatóan tesz), míg a státusz az, ami az orvos; más szóval a "státusz" az a pozíció, amelyet egy szereplő elfoglal, míg a "szerep" az ehhez a pozícióhoz kapcsolódó elvárt viselkedés. A szerepek természetesen nem korlátozódnak a foglalkozási státuszra, és az a tény, hogy valaki munkaidőben az "orvos" szerepében van, nem akadályozza meg abban, hogy máskor más szerepeket is vállaljon: házastárs, barát, szülő stb.

### Szerep az interakcionista vagy társadalmi cselekvéselméletben
Az interakcionista társadalomelméletben a szerep fogalma kulcsfontosságú. A "szerep" interakcionista meghatározása megelőzi a funkcionalista meghatározást. Ebben a felfogásban a szerep nem rögzített vagy előírt, hanem olyasvalami, amit az egyének folyamatosan alakítanak kreatív módon. George Herbert Mead filozófus a szerepeket az 1934-ben megjelent korszakalkotó munkájában, az Elme, én és társadalomban vizsgálta. Mead fő érdeklődési területe az volt, hogy a gyermekek hogyan tanulják meg, hogyan válhatnak a társadalom részévé a képzeletbeli szerepvállalás, mások megfigyelése és utánzása révén. Ez mindig interaktív módon történik: nem értelmes, ha egy személy számára egyedül gondolunk el egy szerepet, csakis az adott személyre, mint egyénre, aki egyszerre együttműködik és versenyez másokkal. A felnőttek is hasonlóan viselkednek: szerepeket vesznek át azoktól, akiket maguk körül látnak, kreatív módon adaptálják őket, és (a társas interakció folyamata révén) kipróbálják, és vagy megerősítik vagy módosítják őket. Ez a legkönnyebben olyan találkozásokban figyelhető meg, ahol jelentős a kétértelműség, de ami mindemellett minden társas interakció része: minden egyén aktívan próbálja "meghatározni a helyzetet" (megérteni a benne betöltött szerepét); kiválasztani egy előnyös vagy vonzó szerepet; eljátszani ezt a szerepet; és meggyőzni másokat, hogy támogassák a szerepet.

### Társadalmi normák elmélete
A társadalmi normák elmélete azt állítja, hogy az emberek viselkedésének nagy részét befolyásolja az a felfogásuk, hogy a társadalmi csoportjuk többi tagja hogyan viselkedik. Amikor az egyének adeindividualizációs állapotban vannak, csak a csoportidentitás szempontjából látják magukat, és viselkedésüket valószínűleg kizárólag a csoportnormák irányítják. De annak ellenére, hogy a csoportnormák erőteljes hatást gyakorolnak a viselkedésre, csak akkor tudják irányítani a viselkedést, ha nyilvánvaló emlékeztetők vagy finom jelzések aktiválják őket. Az emberek a társadalmi normákhoz az érvényesítés, az internalizáció, a normák más csoporttagok általi megosztása és a gyakori aktiválás révén ragaszkodnak. A normákat büntetéssel vagy jutalmazással lehet érvényesíteni. Az egyéneket jutalmazzák, ha megfelelnek a szerepüknek (pl. a diákok ötöst kapnak a vizsgán), vagy büntetik, ha nem teljesítik a szerepükből fakadó feladatokat (pl. egy eladót kirúgnak, ha nem ad el elég terméket).
A társadalmi normák elméletét környezeti megközelítésként alkalmazták, azzal a céllal, hogy az egyéneket társadalmi és kulturális környezetük manipulálásával befolyásolják. Széles körben alkalmazták ezt a közösségi marketing technikák használatával. A normatív üzeneteket különböző médiák és promóciós stratégiák segítségével tervezik átadni a célcsoport hatékony elérése érdekében. A társadalmi normák elméletét sikeresen alkalmazták olyan stratégiákon keresztül is, mint a tananyagba való beillesztés, a sajtóvisszhang megteremtése, a politikafejlesztés és a kiscsoportos találmányok. 

#### A tervezett viselkedés elmélete
Az emberek reakciókészséget mutatnak azáltal, hogy harcolnak a cselekvési szabadságukat fenyegető veszélyek ellen, amikor a normákat nem találják megfelelőnek. Az attitűdök és a normák jellemzően együttesen befolyásolják a viselkedést (közvetlenül vagy közvetve). A tervezett viselkedési szándékok elmélete szerint a szándékok három tényező függvényei: a viselkedéssel kapcsolatos attitűdök, a viselkedés szempontjából releváns társadalmi normák és a viselkedés feletti kontroll észlelése. Ha az attitűdök és a normák nem egyeznek, a viselkedésre gyakorolt hatásuk a viszonylagos hozzáférhetőségüktől függ.

#### Csapatszerep-elmélet
Engleberg és Wynn a Csoportmunka című könyvében leírtak alapján a csapatszerep-elmélet szerint a "tagok olyan szerepeket vállalnak, amelyek összeegyeztethetők személyes tulajdonságaikkal és képességeikkel". Meredith Belbin pszichológus először az 1970-es években foglalkozott először a csapat-szerepelmélet fogalmával, amikor kutatócsoportjával együtt csapatokat figyelt meg, és azt akarta kideríteni, hogy mitől működnek a csapatok, és mitől nem. Belbin és kutatócsoportja szerint "a kutatás során kiderült, hogy egy csapat sikere és kudarca közötti különbség nem olyan tényezőktől függ, mint az intellektus, hanem sokkal inkább a viselkedéstől".  Elkezdték azonosítani a viselkedések különálló klasztereit, és azt találták, hogy a viselkedés mindennél nagyobb hatással van egy csapatra. A viselkedés ezen különálló klasztereit "csapatszerepek" néven ismerik. A kilenc "csapatszerep" a következő: koordinátor/elnök, alakító, újító, erőforrás-kutató, megfigyelő/értékelő, végrehajtó, csapatmunkás, befejező/befejező és szakember.

## Szerepkonfliktus
Vannak olyan helyzetek, amikor a szerepekre jellemző, előírt viselkedésformák kognitív disszonanciához vezethetnek az egyénekben. A szerepkonfliktus a társadalmi konfliktusok egy speciális formája, amely akkor jelentkezik, amikor az egyén kénytelen egyszerre két különböző és egymással összeegyeztethetetlen szerepet vállalni.  A szerepkonfliktusra példa egy apa, aki baseball-edző, és aki apai é edzői szerepe között szakad, mivel apaként szeretné, ha a fia lenne a dobó, de edzőként hagyja, hogy a tapasztaltabb dobó játsszon.

## Szerepzavar
A szerepzavar olyan helyzetben fordul elő, amikor az egyénnek nehézséget okoz eldönteni, hogy melyik szerepet kellene játszania, de a szerepek nem feltétlenül összeegyeztethetetlenek. Ha például egy társasági eseményen részt vevő főiskolai hallgató vendégként találkozik a tanárával, el kell döntenie, hogy diákként vagy társként viszonyuljon-e a tanárhoz.

## Szerepbővítés
A szerepfokozás vagy szerepgazdagodás olyan helyzetre utal, amelyben a személy által betöltött szerepek összeegyeztethetőek, és az egyik szerep betöltése jótékony hatással van a másik szerep betöltésére. A szerepbővítésre példa az az ápoló, aki "a konkrét szerepviselkedések tisztázásával és kiegészítésével" segíti a pácienst a kapcsolatok javításában. Bizonyos bizonyítékok arra utalnak, hogy a szerepkonfliktus és a szerepfokozás egyszerre is előfordulhat, további bizonyítékok pedig arra utalnak, hogy a mentális egészség alacsony szerepkonfliktussal és magas szerepfokozással korrelál. Bizonyos személyiségjegyek, különösen a nagyobb mértékű támogatás érzékeléséhez és kereséséhez kapcsolódó tulajdonságok, szintén alacsonyabb szerepkonfliktussal és a szerepek közötti gazdagodás növekedésével járnak együtt.

## Szereptörzs
A szerepfeszültség "az egyetlen státusznak megfelelő szerepek közötti összeegyeztethetetlenség". A szerepfeszültségre példa "egy diák, aki az iskolai, a szülői és a munkahelyi kötelezettségei között hánykolódik". Ez szerepfeszültség, mert a diák státusz többféle felelősséggel jár, amelyeket nehéz egyszerre kezelni.

## Nemi szerepek
A nemi szerepek "olyan viselkedési normák összessége, amelyek feltételezhetően együtt járnak a férfi vagy női státusszal". A nemi szerepek "az egyik legnépszerűbb gondolkodási irányzat, amely a szerepelméletből fejlődött ki", mivel a mindennapi életben alkalmazható a férfi vagy női státuszra. Azzal érveltek, hogy a nemi szerepek  „ uralkodó státusznak minősülnek ”mert a nemi szerepek státusza hatalmat jelent a társadalomban. A nemi szerepek egyik példája, hogy a kisfiúkat a kék színhez, a kislányokat pedig a rózsaszín színhez társítják. Ahogy az emberek idősebbek lesznek, a nőknek hagyományosan az otthonmaradás, a férfiaknak pedig a családfenntartás szerepe jut.

## Fordítás
Ez a szócikk részben vagy egészben  a   Role című angol Wikipédia-szócikk ezen változatának fordításán alapul.  Az eredeti cikk szerkesztőit annak laptörténete sorolja fel. Ez a jelzés csupán a megfogalmazás eredetét és a szerzői jogokat jelzi, nem szolgál a cikkben szereplő információk forrásmegjelöléseként.